# Il principe amante
Il principe amante (Drag) è un film del 1929 diretto da Frank Lloyd. Fu sceneggiato da Bradley King ed è tratto dal romanzo Drag: A Comedy di William Dudley Pelley.

## Produzione
Il film fu prodotto dalla First National Pictures in versione muta e in versione sonorizzata con il sistema Vitaphone. Vennero inserite due canzoni, My Song of the Nile e I'm Too Young to Be Careful di George W. Meyer e Al Bryan.

## Distribuzione
Distribuito dalla Warner Bros. Pictures, il film - presentato da Richard A. Rowland - uscì nelle sale cinematografiche statunitensi nel 1929 in due versioni: una sonora, il 21 luglio, e una ancora muta, l'11 agosto. Nel Regno Unito, gli venne dato un titolo alternativo, Parasites.
Il regista Frank Lloyd fu candidato all'Oscar 1930 per la Miglior regia.